# DBUs Landspokalturnering 2011-2012
La DBUs Landspokalturnering 2011-2012 è stata la 58ª edizione della coppa danese, il primo con la nuova denominazione ufficiale di DBU Pokalen. La competizione è iniziata il 9 agosto 2011 ed è terminata il 17 maggio 2012. Il Copenaghen ha vinto il trofeo per la quinta volta.

## Primo turno
Hanno partecipato a questo turno le squadre di 1. Division e di 2. Division e le 48 vincenti delle qualificazioni regionali. Le partite si sono giocate dal 6 al 10 agosto 2011.
| Squadra 1         | Risultato         | Squadra 2            |
| ----------------- | ----------------- | -------------------- |
| Frederikshavn     | 0 – 5             | Lindholm             |
| Koldby Hørdum     | 0 – 2             | Aars                 |
| Skagen            | 0 – 7             | Hjørring             |
| Aalborg Freja     | 0 – 3             | Hobro                |
| Aalborg Chang     | 1 – 3             | Thisted              |
| Viborg            | 1 – 1 (4 – 2 dtr) | Skive                |
| Lyseng            | 0 – 2             | Brabrand             |
| Djursland         | 1 – 8             | Randers              |
| Holstebro         | 2 – 1             | Aarhus Fremad        |
| VRI               | 2 – 6             | Viby                 |
| Herning KFUM      | 4 – 2             | Aabenraa             |
| Odder IGF         | 1 – 2             | Ringkøbing           |
| Sydvest           | 1 – 3             | Esbjerg              |
| Skanderborg       | 3 – 1             | Varde                |
| Esbjerg IF 92     | 1 – 2             | Tjørring             |
| Kolding SC        | 1 – 4             | Fredericia           |
| Funder            | 2 – 6             | Vejle-Kolding        |
| Middelfart        | 6 – 7             | Fyn                  |
| Tved              | 1 – 5             | Marienlyst           |
| Nyborg            | 5 – 7             | OKS Odense           |
| Næsby             | 2 – 1             | Otterup              |
| Langeskov         | 5 – 1             | Fjordager            |
| Tommerup          | 0 – 9             | Svendborg            |
| Asnæs             | 0 – 6             | Nordvest             |
| Ringsted          | 1 – 5             | Svebølle             |
| Nakskov           | 0 – 8             | Roskilde             |
| Falster Alliancen | 0 – 1             | Næstved              |
| Rishøj            | 0 – 4             | Vestsjælland         |
| Toreby-Grænge     | 0 – 2             | Døllefjelde-Musse    |
| Rødovre           | 1 – 4             | Jægersborg           |
| Værebro           | 1 – 5             | Hvidovre             |
| Avedøre           | 2 – 2 (3 – 4 dtr) | AB                   |
| Egedal            | 1 – 2             | B 1908               |
| Avarta            | 0 – 3             | Herlev               |
| Femhøj            | 4 – 5             | Kastrup              |
| NB Bornholm       | 2 – 6             | Hellerup             |
| BSF               | 8 – 7             | Glostrup Albertslund |
| Hillerød          | 3 – 2             | KFUM                 |
| Greve             | 0 – 3             | Brønshøj             |
| Frem              | 3 – 1             | B.93                 |
| Frederikssund     | 0 – 6             | Vanløse              |
| Ledøje Smørum     | 1 – 2             | Søllerød-Vedbæk      |
| FIX               | 0 – 3             | Helsinge             |
| Gladsaxe-Hero     | 1 – 3             | Fredensborg          |
| Allerød           | 3 – 1             | Frederiksberg        |
| Skjold            | 0 – 3             | Elite 3000           |

## Secondo turno
Hanno partecipato le vincenti del primo turno e le squadre di Superliga, escluse le prime quattro classificate della stagione precedente. Le partite si sono giocate tra il 30 agosto e il 14 settembre 2011.
| Squadra 1         | Risultato         | Squadra 2       |
| ----------------- | ----------------- | --------------- |
| OKS Odense        | 1 – 4             | Esbjerg         |
| Tjørring          | 0 – 3             | Hjørring        |
| Skanderborg       | 0 – 4             | Hobro           |
| Hellerup          | 0 – 2             | HB Køge         |
| Hillerød          | 0 – 6             | Nordsjælland    |
| Jægersborg        | 3 – 0             | Søllerød-Vedbæk |
| Fredensborg       | 2 – 4             | Svendborg       |
| Herlev            | 4 – 3 dts         | Brønshøj        |
| Helsinge          | 1 – 4             | Svebølle        |
| Vanløse           | 1 – 5             | Hvidovre        |
| BSF               | 0 – 5             | Vestsjælland    |
| Allerød           | 1 – 3             | Næstved         |
| Kastrup           | 1 – 4             | Elite 3000      |
| Aars              | 1 – 0             | Lindholm        |
| Herning KFUM      | 2 – 7             | Vejle-Kolding   |
| Ringkøbing        | 3 – 1 dts         | Viby            |
| Langeskov         | 0 – 5             | Randers         |
| Skovbakken        | 1 – 3             | Fredericia      |
| Roskilde          | 1 – 1 (3 – 1 dtr) | Lyngby          |
| Frem              | 0 – 2             | Næsby           |
| Nordvest          | 3 – 2 dts         | B 1908          |
| Viborg            | 2 – 2 (6 – 5 dtr) | Aalborg         |
| Thisted           | 2 – 3 dts         | Marienlyst      |
| Blokhus           | 2 – 5             | Aarhus          |
| Holstebro         | 0 – 5             | Horsens         |
| Fyn               | 2 – 8             | Silkeborg       |
| Brabrand          | 0 – 1             | SønderjyskE     |
| Døllefjelde-Musse | 0 – 3             | AB              |

## Terzo turno
Hanno partecipato le vincenti del secondo turno e le prime quattro classificate della Superliga 2010-2011. Le partite si sono giocate tra il 20 e il 28 settembre 2011.
| Squadra 1    | Risultato         | Squadra 2     |
| ------------ | ----------------- | ------------- |
| Aars         | 2 – 5             | Herlev        |
| Hvidovre     | 2 – 2 (8 – 9 dtr) | Aarhus        |
| Svebølle     | 0 – 1             | SønderjyskE   |
| Svendborg    | 1 – 1 (4 – 5 dtr) | Roskilde      |
| Marienlyst   | 1 – 4             | Hobro         |
| Hjørring     | 0 – 2             | Nordsjælland  |
| Elite 3000   | 0 – 4             | Brøndby       |
| Randers      | 1 – 2 (dts)       | Silkeborg     |
| Nordvest     | 0 – 1             | Viborg        |
| Vestsjælland | 0 – 2             | Copenaghen    |
| Fredericia   | 1 – 0             | Odense        |
| Jægersborg   | 0 – 6             | Midtjylland   |
| Ringkøbing   | 1 – 5             | Vejle-Kolding |
| Næsby        | 2 – 1             | Næstved       |
| AB           | 0 – 3             | Horsens       |
| Esbjerg      | 1 – 3 (dts)       | HB Køge       |

## Ottavi di finale
Le partite si sono giocate tra il 25 e il 27 ottobre 2011.
| Squadra 1     | Risultato         | Squadra 2   |
| ------------- | ----------------- | ----------- |
| Fredericia    | 1 – 1 (6 – 5 dtr) | Viborg      |
| Herlev        | 2 – 3             | Horsens     |
| Næsby         | 4 – 3             | Silkeborg   |
| Hobro         | 0 – 2 (dts)       | SønderjyskE |
| Vejle-Kolding | 1 – 0             | Aarhus      |
| Nordsjælland  | 1 – 0             | Midtjylland |
| Roskilde      | 1 – 2 (dts)       | HB Køge     |
| Brøndby       | 0 – 3             | Copenaghen  |

## Quarti di finale
Le partite si sono giocate tra il 23 e il 24 novembre 2011.
| Squadra 1     | Risultato | Squadra 2    |
| ------------- | --------- | ------------ |
| Næsby         | 1 - 5     | SønderjyskE  |
| Vejle-Kolding | 1 - 2     | HB Køge      |
| Fredericia    | 1 - 2     | Horsens      |
| Copenaghen    | 2 - 0     | Nordsjælland |

## Semifinali
Le gare d'andata si sono giocate il 18 e il 19 aprile 2012, le gare di ritorno il 25 e 26 aprile.
| Squadra 1  | Totale      | Squadra 2   | Andata | Ritorno |
| ---------- | ----------- | ----------- | ------ | ------- |
| Copenaghen | 4 – 4 (gfc) | SønderjyskE | 1 – 0  | 3 – 4   |
| HB Køge    | 2 – 3       | Horsens     | 2 – 2  | 0 – 1   |

## Finale
| Arbitro: | Lars Christoffersen |

|  |           |               |
|  | Marcatori | 42’ Claudemir |